# A Ferencvárosi TC 1912–1913-as szezonja
A Ferencvárosi TC 1912–1913-as szezonja szócikk a Ferencvárosi TC első számú férfi labdarúgócsapatának egy szezonjáról szól, mely összességében és sorozatban is a 12. idénye volt a csapatnak a magyar első osztályban. A klub fennállásának ekkor volt a 14. évfordulója.

## Mérkőzések
| Színmagyarázat | Színmagyarázat |
| -------------- | -------------- |
|                | Győzelem.      |
|                | Döntetlen.     |
|                | Vereség.       |

### Bajnokság (I. osztály) 1912–13

#### Őszi fordulók
| 1912. szeptember 2. |

| Ferencváros                                        | 13 – 1      | Nemzeti SC |
| -------------------------------------------------- | ----------- | ---------- |
| Schlosser Weinber II Koródy Weisz Tóth Potya Payer | Jegyzőkönyv |            |

| Üllői út, Budapest |

| 1912. szeptember 8. |

| Ferencváros             | 3 – 1       | Terézvárosi TC |
| ----------------------- | ----------- | -------------- |
| Schlosser Koródy Pataki | Jegyzőkönyv |                |

| Üllői út, Budapest |

| 1912. október 6. |

| Ferencváros      | 4 – 1       | Budapesti AK |
| ---------------- | ----------- | ------------ |
| Schlosser Koródy | Jegyzőkönyv |              |

| Üllői út, Budapest |

| 1912. október 13. |

| MTK | 2 – 2       | Ferencváros          |
| --- | ----------- | -------------------- |
|     | Jegyzőkönyv | Schlosser Weinber II |

| Hungária körút, Budapest |

| 1912. november 17. |

| Ferencváros             | 7 – 0       | Magyar AC |
| ----------------------- | ----------- | --------- |
| Schlosser Pataki Koródy | Jegyzőkönyv |           |

| Üllői út, Budapest |

| 1912. november 24. |

| Ferencváros             | 3 – 1       | Budapesti TC |
| ----------------------- | ----------- | ------------ |
| Pataki Schlosser Koródy | Jegyzőkönyv |              |

| Üllői út, Budapest |

| 1912. december 2. |

| Ferencváros      | 6 – 0       | Törekvés SE |
| ---------------- | ----------- | ----------- |
| Schlosser Pataki | Jegyzőkönyv |             |

| Üllői út, Budapest |

| 1912. december 8. |

| Ferencváros            | 5 – 1       | Újpest |
| ---------------------- | ----------- | ------ |
| Schlosser Payer Pataki | Jegyzőkönyv |        |

| Üllői út, Budapest |

| 1912. december 15. |

| Ferencváros       | 3 – 1       | 33 FC |
| ----------------- | ----------- | ----- |
| Tóth Potya Pataki | Jegyzőkönyv |       |

| Üllői út, Budapest |

#### Tavaszi fordulók
| 1913. február 16. |

| Törekvés SE | 1 – 7       | Ferencváros                 |
| ----------- | ----------- | --------------------------- |
|             | Jegyzőkönyv | Pataki Tóth Potya Schlosser |

| Üllői út, Budapest |

| 1913. február 23. |

| Nemzeti SC | 0 – 8       | Ferencváros          |
| ---------- | ----------- | -------------------- |
|            | Jegyzőkönyv | Tóth Potya Schlosser |

| Üllői út, Budapest |

| 1913. március 9. |

| Budapesti AK | 0 – 7       | Ferencváros      |
| ------------ | ----------- | ---------------- |
|              | Jegyzőkönyv | Schlosser Pataki |

| Üllői út, Budapest |

| 1913. március 16. |

| Ferencváros                 | 3 – 1       | MTK |
| --------------------------- | ----------- | --- |
| Schlosser Tóth Potya Borbás | Jegyzőkönyv |     |

| Üllői út, Budapest |

| 1913. március 30. |

| 33 FC | 1 – 2       | Ferencváros |
| ----- | ----------- | ----------- |
|       | Jegyzőkönyv | Schlosser   |

| Üllői út, Budapest |

| 1913. április 16. |

| Budapesti TC | 1 – 0       | Ferencváros |
| ------------ | ----------- | ----------- |
|              | Jegyzőkönyv |             |

| Üllői út, Budapest |

| 1913. június 15. |

| Terézvárosi TC | 1 – 4       | Ferencváros                   |
| -------------- | ----------- | ----------------------------- |
|                | Jegyzőkönyv | Tóth Potya Schlosser Szeitler |

| Üllői út, Budapest |

#### A végeredmény
| #  | Csapat          | J  | Gy | D | V  | Rg | Kg | Gk  | P  | Megjegyzés |
| -- | --------------- | -- | -- | - | -- | -- | -- | --- | -- | ---------- |
| 1  | Ferencvárosi TC | 18 | 16 | 1 | 1  | 77 | 13 | +64 | 33 | Bajnok     |
| 2  | MTK             | 18 | 12 | 2 | 4  | 50 | 18 | +32 | 26 |            |
| 3  | Budapesti TC    | 18 | 10 | 4 | 4  | 27 | 13 | +14 | 24 |            |
| 4  | MAC             | 18 | 12 | - | 6  | 39 | 24 | +15 | 24 |            |
| 5  | 33 FC           | 18 | 8  | 3 | 7  | 35 | 33 | +2  | 19 |            |
| 6  | Budapesti AK    | 18 | 7  | 4 | 7  | 32 | 39 | -7  | 18 |            |
| 7  | Bp. Törekvés SE | 18 | 5  | 4 | 9  | 25 | 45 | -20 | 14 |            |
| 8  | Újpesti TE      | 18 | 4  | 4 | 10 | 24 | 40 | -16 | 12 |            |
| 9  | Nemzeti SC      | 18 | 2  | 2 | 14 | 19 | 68 | -49 | 6  |            |
| 10 | Terézvárosi TC  | 18 | 1  | 2 | 15 | 22 | 57 | -35 | 4  | Kiesett    |

### Magyar kupa
| 1912. szeptember 15. |

| Ferencváros | 1 – 0       | Magyar AC |
| ----------- | ----------- | --------- |
| Schlosser   | Jegyzőkönyv |           |

| Üllői út, Budapest |

| 1912. szeptember 22. |

| Ferencváros      | 6 – 3       | 33 FC |
| ---------------- | ----------- | ----- |
| Schlosser Koródy | Jegyzőkönyv |       |

| Üllői út, Budapest |

| 1913. május 29. |

| MTK | 0 – 1       | Ferencváros |
| --- | ----------- | ----------- |
|     | Jegyzőkönyv | Schlosser   |

| Hungária körút, Budapest |

Döntő
| 1913. június 1. |

| Ferencváros          | 2 – 1       | Budapesti AK |
| -------------------- | ----------- | ------------ |
| Tóth Potya Schlosser | Jegyzőkönyv |              |

| Üllői út, Budapest |

### Egyéb mérkőzések
| 1912. szeptember 5. |

| Ferencváros | 0 – 1       | Budapesti TC |
| ----------- | ----------- | ------------ |
|             | Jegyzőkönyv |              |

| Üllői út, Budapest |

| 1912. szeptember 19. |

| MTK | 4 – 2       | Ferencváros |
| --- | ----------- | ----------- |
|     | Jegyzőkönyv | Schlosser   |

| Budapest |

| 1912. szeptember 29. |

| Ferencváros             | 4 – 2       | Rudolfshügel |
| ----------------------- | ----------- | ------------ |
| Schlosser Koródy Pataki | Jegyzőkönyv |              |

| Üllői út, Budapest |

| 1912. október 20. |

| Ferencváros | 3 – 1       | WAF |
| ----------- | ----------- | --- |
| Schlosser   | Jegyzőkönyv |     |

| Üllői út, Budapest |

| 1912. október 27. |

| Wiener AC | 0 – 6       | Ferencváros           |
| --------- | ----------- | --------------------- |
|           | Jegyzőkönyv | Schlosser Pataki Blum |

| Bécs |

| 1912. november 10. |

| Ferencváros           | 3 – 0       | Wiener AC |
| --------------------- | ----------- | --------- |
| Tóth Potya Borbás ög' | Jegyzőkönyv |           |

| Üllői út, Budapest |

| 1913. március 2. |

| Ferencváros | 1 – 2       | Rapid Wien |
| ----------- | ----------- | ---------- |
| Schlosser   | Jegyzőkönyv |            |

| Üllői út, Budapest |

| 1913. március 23. |

| Ferencváros                       | 6 – 0       | English Wanderers |
| --------------------------------- | ----------- | ----------------- |
| Schlosser Pataki Tóth Potya Weisz | Jegyzőkönyv |                   |

| Üllői út, Budapest |

| 1913. március 26. |

| Ferencváros                       | 4 – 0       | Racing Club de Bruxelles |
| --------------------------------- | ----------- | ------------------------ |
| Weisz Tóth Potya Pataki Schlosser | Jegyzőkönyv |                          |

| Üllői út, Budapest |

| 1913. április 6. |

| Ferencváros                 | 6 – 1       | Wiener SC |
| --------------------------- | ----------- | --------- |
| Tóth Potya Schlosser Pataki | Jegyzőkönyv |           |

| Üllői út, Budapest |

| 1913. április 20. |

| WAF | 1 – 4               | Ferencváros      |
| --- | ------------------- | ---------------- |
|     | (0 – 2) Jegyzőkönyv | Schlosser Pataki |

| Bécs |

| 1913. április 27. |

| Ferencváros | 1 – 0       | Amateure |
| ----------- | ----------- | -------- |
| Koródy      | Jegyzőkönyv |          |

| Üllői út, Budapest |

| 1913. május 4. |

| Ferencváros | 0 – 9               | Sunderland AFC |
| ----------- | ------------------- | -------------- |
|             | (0 – 2) Jegyzőkönyv |                |

| Üllői út, Budapest |

| 1913. május 11. |

| Ferencváros      | 2 – 1       | Blackburn Rovers |
| ---------------- | ----------- | ---------------- |
| Schlosser Borbás | Jegyzőkönyv |                  |

| Üllői út, Budapest |

| 1913. június 8. |

| Rapid Wien | 1 – 1       | Ferencváros |
| ---------- | ----------- | ----------- |
|            | Jegyzőkönyv | Pataki      |

| Bécs |

## Külső hivatkozások
- A csapat hivatalos honlapja (magyarul)
- Az 1912–1913-as szezon menetrendje a tempofradi.hu-n (magyarul)